# Saint-Maurice-sur-Huisne
Saint-Maurice-sur-Huisne foi uma comuna francesa na região administrativa da Normandia, no departamento Orne. Estendia-se por uma área de 4,43 km². Em 2010 a comuna tinha 70 habitantes (densidade: 15,8 hab./km²).
Em 1 de janeiro de 2016, passou a formar parte da nova comuna de Cour-Maugis-sur-Huisne.